# Operacija Overlord
Bitka za Normandiju vodila se 1944. između snaga Nacističke Njemačke, koje su okupirale zapadnu Europu, i savezničkih snaga u Drugom svjetskom ratu. Poznata i kao Invazija na Normandiju te Operacija Overlord, ova bitka ostaje najveća pomorska invazija u povijesti, invazija koja je uključivala preko tri milijuna vojnika koji su prevezeni preko kanala La Manche iz Engleske u Normandiju u okupiranoj Francuskoj.
Većinu savezničkih snaga činile su američke, britanske, kanadske i francuske jedinice. Ostale zemlje, čiji su vojnici također sudjelovali u bitci, bile su Australija, Belgija, Čehoslovačka, Grčka, Nizozemska, Novi Zeland, Norveška i Poljska.
Iskrcavanje u Normandiji započelo je noćnim padobranskim i jedriličarskim desantom, masivnim zračnim napadima i pomorskim bombardiranjem nakon kojeg je uslijedio amfibijski desant na dan 6. lipnja ili na Dan D. Bitka za Normandiju potrajala je još dva mjeseca koliko je trebalo savezničkim snagama da uspostave čvrst mostobran na europskom kopnu i da probiju njemačku liniju fronta u Francuskoj, a okončana je s oslobađanjem Pariza i uništenjem džepa kod Falaisea. Sovjetski Savez je 22. lipnja 1944. godine sa svoje strane izvršio udar na njemačke snage, u velikoj Operaciji Bagration.

## Savezničke pripreme
Već 1942. godine saveznici su počeli pripremati planove za invaziju na Hitlerovu Europu. Zapovjednikom operacije Overlord imenovan je američki general Dwight D. Eisenhower. On je za operaciju morao pripremiti 1 milijun vojnika i još 2 milijuna ljudi za ratnu proizvodnju.
Od velike važnosti bilo je dobro odrediti mjesto i vrijeme invazije. 
Najlogičnije mjesto bilo je Pas-de-Calais jer je to bilo najbliže Velikoj Britaniji i zračnim lukama otkuda bi polijetali bombarderi. To je istovremeno bilo i najnelogičnije mjesto jer je tamo njemačka obrana bila najjača. Stoga je trebalo pronaći novo, pogodnije mjesto. Saveznici su pogledali sjeverno i vidjeli poplavljenu regiju Flanders. Zatim su pogledali južno i uočili manje utvrđenu regiju Normandiju. Plaže Normandije nazvali su kodiranim imenima: Utah, Omaha, Gold, Juno i Sword. Jedan od ključnih dijelova za uspjeh operacije bile su i vremenske prilike, veličina, položaj i svjetlost mjeseca te plima i oseka. Vrijeme je trebalo biti mirno, mjesec barem napola pun kako bi padobranci mogli raditi efikasno. Trebala je biti oseka koja bi lagano išla prema plimi kako bi se vidjele barikade i mine na plažama. Ovi vremenski faktori su se poklapali 5., 6., 7., 19., i 20. lipnja. Eisenhower je odlučio da to bude 5. lipnja u zoru, oko 6 sati i 30 minuta.
Trening saveznika je bio vrlo realističan, dug i težak. Za potrebe vojske preseljeno je oko 3 000 civila s britanskih obalnih prostora. Bilo je bitno da cijeli trening prođe u tajnosti kako njemački špijuni ne bi dobili trag o planovima savezničke invazije.
Inovacije - Za invaziju saveznici su izumili brojna nova oružja. Jedno od najvažnijih bio je DD tenk. To je zapravo bio Sherman tenk na kojeg je montiran propeler i koji je imao gumenu "ogradu" oko sebe kako bi mogao plutati.
Kako bi zavarali protivnika saveznici su napravili tzv. fantomske tenkove i objavili invaziju na Norvešku. Fantomski tenkovi bili su zapravo gumeni tenkovi koji su njemačkim pilotima iz zraka izgledali kao pravi.

## Bombardiranja
Saveznici su učestalo bombardirali cijelu Francusku tako da Nijemci nisu ni sumnjali da je ovo bombardiranje priprema za desant. Zapravo samo jedna trećina bomba bačena je na Normandiju. U bombardiranju je ukupno sudjelovalo više od 11 000 zrakoplova koji su bacili više od 195 000 tona bombi. Bombarderi su ciljali prometnu mrežu, radarske centre, vojne baze i topničke položaje. Dio bombardera imao je zadatak gađati plaže kako bi se stvorili zakloni za savezničke vojnike, međutim promašili su za više kilometara.

## Padobranci
Noć prije dana D 15.000 američkih i 7.000 britanskih padobranaca iskočilo je iz 2395 zrakoplova i 867 zračnih jedrilica što bi značilo da je svake minute tijekom 24 sata poletio jedan zrakoplov. Većina padobranaca nije uspjela sletjeti u svoje zone zbog njemačke zračne obrane.

## Atlantski zid
Do 1944. Hitlerova Europa postala je gotovo neosvojiva tvrđava, zaštićena sa zapada Atlantskim zidom. Atlantski zid je bio vjerojatno najveći sistem vojnih utvrda u povijesti. Zid je bio napravljen u obliku rovova i uporišta s topovima i strojnicama. 
	Plaže su također bile teško utvrđene, minirane te prekrivene bodljikavom žicom. Do dana D Rommelove snage su ukupno postavile 6.5 milijuna mina.
	Polja u Normandiji Rommel je dao poplaviti i postaviti drvene stupove radi onemogućivanja slijetanja savezničkih zrakoplova.
	U Normandiji bio je njemački Istočni bataljon kojeg je sačinjavalo do 50%  zarobljenih ruskih i poljskih vojnika što je saveznicima dalo malu prednost. Istočni bataljon je bio nepokretan što je omogućavalo saveznicima da s topovima s brodova točno pogađaju neprijateljske položaje.
	Saveznicima je također pomoglo što su Nijemci napravili jako loš zapovijedni lanac pa su bili neorganizirani i nisu mogli koristiti dio svojih snaga.

## Operacije koje su pomogle invaziji
Bile su 4 veće operacije kao potpora invaziji kodnih imena:
Ultra, Fortitude,Double Cross System i Point Du Hoc.
Ultra je bila saveznička operacija u kojoj su pomoću "računala" dekodirali Enigmu-njemački kodirani komunikacijski sistem. Informacije koje su dobili omogućili su da točno saznaju položaj njemačkih trupa i gdje će se kretati.
Fortitude je operacija u kojoj su saveznici napravili lažnu vojsku koja je trebala napasti Norvešku kako bi Nijemci dio svojih snaga poslali tamo.
Double Cross System je bila operacija u kojoj su saveznici pridobili sve njemačke špijune i pretvorili ih u dvostruke agente. Dvostruki su agenti uvjeravali Nijemce da će saveznici napasti Norvešku, Pas-de-Calais i Normandiju. Ovi su izvještaji rezultirali time da su Nijemci veliku vojsku poslali prvo u Norvešku, zatim na Mediteran pa onda u Pas-de-Calais i natrag. Čak i nakon 6. lipnja Hitler je očekivao pravi napad na Norvešku.
Point Du Hoc iskrcavanje amerikanaca u Normandiju da unište svo topništvo koje brani Normandiju.Operacija je završila uspjehom, ali s velikim gubitcima.

## Plaže

#### Omaha
Plaža Omaha je tri kilometra duga plaža iznad koje se uzdižu visoke stijene.
Na nju su se trebali iskrcati pripadnici 29. divizije američke vojske. Nemirno more otežalo je američkim tenkovima da dođu do obale pa su na plažu stigla samo dva od 29 koliko ih je poslano, dok su se ostali potopili. Zbog niske naoblake bombardiranje njemačkih položaja bilo je prekratko i neprecizno. Padobrance u pozadini je zadržala 2. SS divizija tako da se nisu uspjeli probiti do Atlantskog zida i uništiti bunkere. Iz tih razloga Omaha je postala najkrvavija plaža u operaciji Overlord, što zorno ilustrira svjedočanstvo njemačkog vojnika koji je na visokim njemačkim bunkerima dočekao iskrcavanje:
"[Zapovjednik mi je rekao da moram] otvoriti vatru dok su još bili do koljena u vodi da ne mogu bježati. Vidio sam kako voda prska na mjestima gdje su moji metci išli a kada su sitne fontanice došle do vojnika, oni su se počeli bacati dolje. Vrlo brzo prva trupla počela su plutati po nabujalom moru. Malo kasnije, svi Amerikanci ostali su pokošeni. Ja sam pucao iz te strojnice onako kako su me učili na obuci...bilo je grozno... kad se sjetim ide mi na povraćanje...sam sam pokosio skoro cijelu amfibiju a voda oko nje postala je crvena..." - Heinrich Severloh (20) 
U 9 sati i 15 minuta mislili su prekinuti zauzimanje Omahe i preživjele poslati na druge plaže. Rangeri su se uspjeli probiti kroz minska polja i zauzeti uporišta na stijeni i omogućili iskrcavanje ostatka vojnika.

#### Utah
Na plažu Utah se iskrcalo 30 000 američkih vojnika i 3500 vozila i dvije grupe DD tenkova. Tenkovi su očistili put od mina i omogućili vojnicima da se popnu na stijenu. Nijemci su na plaži pružali slab otpor i vojnici su se spojili s padobrancima i zauzeli njemačke položaje. Nijemci su pokušali s neorganiziranim slabim protunapadima, ali bezuspješno.

#### Juno
Plaža je dodijeljena 3. kanadskoj diviziji. Problem je bio što je u moru bilo puno grebena pa su morali krenuti kad je došla plima pa nisu vidjeli mine tako da je dosta desantnih brodova na početku iskrcavanja uništeno. Nijemci su pucali po vojnicima na plaži, a kako su tenkovi kasnili nisu se mogli probiti do njemačkih položaja. Kako je dolazila plima morali su se pod svaku cijenu probiti što su do večeri i uspjeli. Kanađani su jedini tog dana donekle dostigli ciljeve koji su im postavljeni.

#### Sword
Plaža je dodijeljena 3. britanskoj diviziji. Specijalci su se trebali probiti do grada Ouistrehama i tamo se sastati sa 6. padobranskom divizijom. Sword je bila plaža koju su najviše bombardirali. Nakon bombardiranja iskrcani su vojnici koji su se probili do grada Ouistrehama i tamo se suočili s njemačkom vojskom.

#### Gold
Plaža je dodijeljena 50. britanskoj diviziji i 8. oklopnoj brigadi. Cilj im je bio zauzeti grad Arromanches i napraviti bazu. Problem je nastao kada se more pogoršalo i više se nisu mogle vidjeti mine tako da je dosta vozila bilo uništeno.

## Tenkovi
Makar su Saveznici imali daleko veći broj tenkova od Nijemaca, njemački teknovi Tiger i Panther su bili bolje oklopljeni i naoružani (na istočnom frontu Nijemci nisu imali takvu prednost, obzirom na iznimne kvalitete sovjetskog tenka T-34), te su imali bolju prohodnost na teškim terenima u odnosu na američke nešto manje tenkove (i oklopljene slabijim motorima) M4 Sherman i britanske Mark IV. Churchill. Saveznici su toga bili svjesni, te su se upuštali u tenkovski boj tek ako su imali šesterostruku ili veću brojčanu nadmoć: naposljetku su njihove tenkovske snage pretrpjele četverostruko teže gubitke od njemačkih: osim oko 4.000 tenkova, postradalo je saveznicima i vrlo mnogo tenkista. Nijemci, međutim, nisu uspjeli osigurati za svoje snage angažirane u Normandiji osobito veliki broj svojih sofistificiranih tenkova (makar su za potrebe borbi u Normandiji prebacili znatan broj tenkova s istočnog fronta, jako oslabivši svoje snage koje je čekala iznimno teška borba u Operaciji Bagration), te su se mnoge njihove pješačke postrojbe morale boriti posve bez tenkovske podrške.

## Zrakoplovstvo
Uz mornaricu koja je omogućila izvođenje desanta, Saveznici su najveću nadmoć imali u zrakoplovima. Zrakoplovstvo, koje je djelovalo iz povoljno smještenih baza u Velikoj Britaniji, izvršilo je preko 480 tisuća borbenih letova, uz cijenu od 4.100 izgubljenih zrakoplova. Međutim su djelovanjem savezničkih zrakoplovstava nanijeti njemačkim snagama strahoviti gubitci: sovjetima je u istovremenoj Operaciji Bagration (gdje su sovjetske snage na raspolaganju imale 5.300 aviona, niti polovicu onoga na što su se mogle osloniti anglo-američke snage u Francuskoj - od tih aviona izgubili su sovjeti 822), uz nanošenje slične štete njemačkim snagama, izginulo približno 3 puta više vojnika, nego što su vojnika izgubili zapadni saveznici u Operaciji Overlord.
Njemački Luftwaffe je nastojao parirati saveznicima, izgubivši u po sebe nepovoljnom odnosu snaga 2.100 zrakoplova.

## Ishod i žrtve
SAD: 29 000 mrtvih, 106 000 ranjenih i nestalih; Velika Britanija: 11 000 mrtvih, 54 000 ranjenih i nestalih, Kanada: 5 000 mrtvih, 13 000 ranjenih i nestalih. Do ponoći 6. lipnja 1944. saveznici su uspjeli odbiti sve protunapade i uspostaviti kontrolu nad plažama omogućujući iskrcavanje ostatka vojnika i na kraju pobjedu u bitci koja se nastavila sve do 30. kolovoza 1944. godine. Saveznici su uspjeli osvojiti vrlo široko područje na sjeveru Francuske, stavivši pod svoju kontrolu čitavu Bretanju i područje na istok do Rouena u Gornjoj Normandiji.
Nakon Operacije Overlord i paralelne Operacije Bagration na istočnom ratištu (ukupno je u tim bitkama sudjelovalo oko 4 milijuna savezničkih, te dva milijuna njemačkih vojnika), Saveznici su se u toj mjeri približili samoj Njemačkoj, a njemačke snage su pretrpjele tako teške gubitke - oko 40% vojnika koje su Nijemci angažirali u tim bitkama je izginulo ili bilo zarobljeno, a njihove tenkovske i zrakoplovne snage su pretrpjele nepopravljive gubitke - da konačni ishod rata zapravo nije više dolazio u pitanje.